# بريستول (فيرمونت)
بريستول (بالإنجليزية: Bristol, Vermont)‏ هي بلدة تقع بولاية فيرمونت في الولايات المتحدة. تأسست عام 1762، تبلغ مساحتها 109.2 (كم²)، وترتفع عن سطح البحر 159 م، بلغ عدد سكانها 3894 نسمة في عام 2010 حسب إحصاء مكتب تعداد الولايات المتحدة وتصل الكثافة السكانية فيها 36.2 نسمة/كم2.

## المناخ
يظهر الجدول التالي التغييرات المناخية على مدار السنة لبريستول:
| البيانات المناخية لـبريستول  | البيانات المناخية لـبريستول | البيانات المناخية لـبريستول | البيانات المناخية لـبريستول | البيانات المناخية لـبريستول | البيانات المناخية لـبريستول | البيانات المناخية لـبريستول | البيانات المناخية لـبريستول | البيانات المناخية لـبريستول | البيانات المناخية لـبريستول | البيانات المناخية لـبريستول | البيانات المناخية لـبريستول | البيانات المناخية لـبريستول | البيانات المناخية لـبريستول |
| الشهر                        | يناير                       | فبراير                      | مارس                        | أبريل                       | مايو                        | يونيو                       | يوليو                       | أغسطس                       | سبتمبر                      | أكتوبر                      | نوفمبر                      | ديسمبر                      | المعدل السنوي               |
| ---------------------------- | --------------------------- | --------------------------- | --------------------------- | --------------------------- | --------------------------- | --------------------------- | --------------------------- | --------------------------- | --------------------------- | --------------------------- | --------------------------- | --------------------------- | --------------------------- |
| متوسط درجة الحرارة الكبرى °ف | 25.5                        | 29.1                        | 37.6                        | 51.1                        | 63.9                        | 72.1                        | 76.3                        | 74.5                        | 66.9                        | 54.7                        | 43.5                        | 31.3                        | 52.3                        |
| المتوسط اليومي °ف            | 15.4                        | 18.3                        | 27.0                        | 41.0                        | 52.9                        | 61.5                        | 65.8                        | 64.0                        | 56.1                        | 44.8                        | 34.9                        | 22.5                        | 42.1                        |
| متوسط درجة الحرارة الصغرى °ف | 5.4                         | 7.5                         | 16.5                        | 30.9                        | 41.9                        | 51.1                        | 55.2                        | 53.8                        | 45.3                        | 34.7                        | 26.4                        | 13.6                        | 32.0                        |
| الهطول إنش                   | 2.80                        | 2.40                        | 3.10                        | 3.80                        | 4.40                        | 4.60                        | 5.00                        | 5.40                        | 4.10                        | 5.00                        | 4.10                        | 3.50                        | 48.00                       |
| متوسط تساقط الثلوج إنش       | 26.2                        | 23.7                        | 22.1                        | 9.3                         | 0.6                         | —                           | —                           | —                           | —                           | 2.3                         | 11.0                        | 29.1                        | 124.3                       |
| متوسط درجة الحرارة الكبرى °م | −3.6                        | −1.6                        | 3.1                         | 10.6                        | 17.7                        | 22.3                        | 24.6                        | 23.6                        | 19.4                        | 12.6                        | 6.4                         | −0.4                        | 11.3                        |
| المتوسط اليومي °م            | −9.2                        | −7.6                        | −2.8                        | 5.0                         | 11.6                        | 16.4                        | 18.8                        | 17.8                        | 13.4                        | 7.1                         | 1.6                         | −5.3                        | 5.6                         |
| متوسط درجة الحرارة الصغرى °م | −14.8                       | −13.6                       | −8.6                        | −0.6                        | 5.5                         | 10.6                        | 12.9                        | 12.1                        | 7.4                         | 1.5                         | −3.1                        | −10.2                       | 0.0                         |
| الهطول مم                    | 71.1                        | 61.0                        | 78.7                        | 96.5                        | 111.8                       | 116.8                       | 127.0                       | 137.2                       | 104.1                       | 127.0                       | 104.1                       | 88.9                        | 1٬219٫2                     |
| متوسط تساقط الثلوج سم        | 66.5                        | 60.2                        | 56.1                        | 23.6                        | 1.5                         | —                           | —                           | —                           | —                           | 5.8                         | 27.9                        | 73.9                        | 315.7                       |
| متوسط أيام هطول الأمطار      | 15.8                        | 12.5                        | 14.7                        | 13.8                        | 15.1                        | 15.0                        | 13.1                        | 12.8                        | 12.2                        | 14.5                        | 14.9                        | 16.1                        | 170.5                       |
| متوسط الأيام المثلجة         | 13.3                        | 10.3                        | 10.4                        | 4.0                         | 0.4                         | —                           | —                           | —                           | —                           | 1.2                         | 5.7                         | 12.5                        | 57.8                        |
| المصدر:                      |                             |                             |                             |                             |                             |                             |                             |                             |                             |                             |                             |                             |                             |

## وصلات خارجية
- www.bristolvt.net
- The US50 - Cities and Towns in Vermont State
- Vermont Cities and Towns, Facts, Map, Flag, Colleges, Government, and More